# Kosti Kuronen
Kosti Antero Kuronen, né le 5 mars 1934 et mort le 3 avril 2024, est un architecte finlandais.

## Présentation
Kosti Kuronen obtient son diplôme d'architecte de l'université de technologie d'Helsinki en 1965 puis il fonde son propre bureau d'architecte.

## Ouvrages
Parmi les nombreux ouvrages conçus par Kosti Kuronen:
- Kaivopiha, Citytalo et Hansatalo, Kluuvi, 1981[4],
- Bâtiment de la banque STS, Siltasaari, 1981[5],
- Salle de bowling, Tali, 1974[6],
- Grand hall (fi), Lahti, 1981
- Bâtiment de la banque STS, Tampere, 1976[7],
- Mairie de Puolanka, 1966[8],
- Mairie de Vilppula, 1968[9],
- Mairie de Pudasjärvi, 1974[10],
- Mairie de Jurva, 1983[11],
- Mairie de Vihti, 1987[12],
- Halle du marché de Kerava, 1985[13],